# 속일본기
속일본기(일본어: 続日本紀 쇼쿠니혼기[*])는 일본 헤이안 시대 초기에 칙령에 의해 편찬된 칙찬사서(勅撰史書)로, 『일본서기』에 이어 육국사의 2번째에 해당한다. 스가노 마미치(菅野真道) 등이 엔랴쿠 16년(797년)에 완성하였디. 몬무 천황 원년(697년)부터 간무 천황 치세인 엔랴쿠 10년(791년)까지 95년간의 역사를 다루고, 전 40권에 달한다. 나라 시대를 연구하는 기본사료이다. 편년체, 한문으로 쓰였다.

## 편찬
속일본기는 편찬 전반부와 후반부 당시의 사정으로 인해 내용이 달라지게 되었다.
전반부는 처음, 몬무천황 원년(697년)으로부터 덴표호지 원년(757년), 고켄 천황의 치세까지 다룬 30권의 조안(曹案)으로서 만들어졌다. 고닌 천황이, 수정을 이시카와노 나타리(石川名足), 오오미노 미후네(淡海三船), 当麻永嗣에게 명했지만, 그들은 덴표호지 원년기(元年紀)를 분실하여 미수로 끝나고 말았다(이 해를 전후한 시기에는 정쟁 등이 많았기 때문에, 집필자간에 의견을 맞추는 것이 가능하지 않아서 분실하였다고 공표하였다는 설도 있다. 간무 천황의 명에 의해 편찬을 스가노 마미치, 아키시노노 야스히토(秋篠安人), 나카시나노 고쓰오(中科巨都雄)가 인계하여, 전 20권을 편수했다.
후반부는 당초, 덴표호지 2년(758년)부터 필시 호키 8년(777년), 준닌 천황부터 코닌 천황까지를 다루는 것으로서, 간무 천황의 명으로 편찬되었다. 이시카와노 나타리, 上毛野大川의 상소로 이미 편찬된 20권을, 후지와라노 쓰구타다(藤原継縄), 스가노 마미치, 아키시노노 야스히토가 14권으로 줄여, 엔랴쿠13년(794년)에 일단 완성하였다. 스가노 마미치, 아시시노노 야스히토, 나카시나노 코츠오는, 6권을 더하여, 즉 간무 천황의 치세에 해당하는 엔랴쿠 10년(791년)까지의 기사를 첨가하여, 전 20권으로 완성하였다.
이상 전반부와 후반부를 합친 40권의 편찬이 완료된 것은, 엔랴쿠 16년(797년)이었다.

## 내용
『일본서기』가 일본이라는 국가의 성립 과정을 그렸다면, 『속일본기』는 국가 형성 이후 초기 행보를 그린 것으로 그 내용에 차이가 있다. 특히 율령국가의 형태를 갖추며 기록이나 공문서 보존 시스템이 형성된 듯 구체적인 기록이 체계적으로 나타난다.
전반적으로 기술이 간결하고 사건의 요점만을 적었다. 따라서 자세한 설명이 누락된 탓에 요로 율령 등의 주요 사건도 기록되지 않았다. 일부 인물의 사망 기사에 간단한 평가를 붙였는데, 이후에 편찬된 사서도 이러한 형식을 따랐다.
기사 중 날짜에 관해서는 간지를 가지고 기록되어 있으나 드물게 『유취삼대격(類聚三代格)』 등에 채록되어 현존하는 공문서에 기재되어 있는 날짜와 어긋나는 사례도 나타난다. 이는 간지로 환산할 때의 계산 혹은 기재 오류로 해석된다. 또한 천황의 즉위 기사가 각 권의 중간에 나타나는 경우도 있는데 이는 거듭된 교정에 의해 구성이 변경된 것으로 여겨진다.
정치적인 목적으로 내용이 수정된 부분도 존재한다. 간무 천황의 치세 기술이 대표적으로, 사와라 친왕 폐태자 기사는 사건의 발단이 된 후지와라노 타네츠구 암살사건과 함께 기재되었던 것이 나중에 삭제됐다. 삭제된 내용은 헤이제이 천황대에 부활했으나 사가 천황에 의해 다시 지워져 지금에 이른다. 지워진 부분은 『일본기략』에 채록되어 있다. 이러한 편집을 정치적인 목적 외에도 사와라 친왕이 귀신이 되었다는 설에 관계가 있다고 보는 주장도 있다.
또한 후지와라노 후유츠구의 난에 있어서의 모반인 후지와라노 후유츠구에 대한 호의적인 기사나, 우사하치만노미야 신탁 사건 및 도쿄(道鏡)에 관한 기술에 정치적 의도가 포함되어 있다는 설도 있다. 이와는 별도로 편찬 과정에서 30권 분량이었던 내용을 20권 분량으로 줄이며 중요한 내용이 삭제되었다는 설도 있다. 다만 『일본서기』에 비교할 때 신뢰도가 더 높다고 여겨진다. 덴표문화를 잘 기술하고 있고, 본격적인 실록으로서 최초로 정비된 사서이다.
『속일본기』에는 『관조사류』와 『외관사류』가 부속 사서로 함께 편찬되었다. 이들 중 전자는 본문에 게재하지 않은 문서류를 원문 그대로 항목별로 배열한 것이고, 후자는 알려지지 않으나 전자와 유사한 것으로 추정된다. 둘 다 지금은 전해지지 않는다.